# International Socialist Alternative
Alternativa Socialista Internacional (en Inglés International Socialist Alternative) es una Internacional Socialista surgida en 2019, tras una escisión del Comité por una Internacional de los Trabajadores (CIT).

## Escisión del CIT
En 2018 y 2019, hubo disputas en el seno del CIT sobre cómo apoyar las agendas típicas de los movimientos feminista y LGBT, el papel de los sindicatos y el movimiento obrero, y bajo qué programa y cómo los marxistas debe organizarse a nivel internacional y nacional. Esto finalmente llevó a una división. La disputa dividió a los órganos principales del CIT con el Secretariado Internacional y el Comité Ejecutivo Internacional tomando posiciones en conflicto.
Un grupo, liderado por Peter Taaffe, que había fundado la facción “En defensa de un CIT de clase obrera y trotskista” (IDWCTCWI) en noviembre de 2018 en apoyo del Secretariado Internacional del CIT, declaró en julio de 2019 que estaban disolviendo el CIT y que eran el CIT refundado.
Por otro lado, la mayoría del CIT, que controlaba el Comité Ejecutivo Internacional del CIT, continuó operando y, el 1 de febrero de 2020, se rebautizó como "Alternativa Socialista Internacional", para distinguirse de la facción que se había apropiado del nombre del CIT.

### Detalles
La disputa se desató en 2018 en torno a lo que el Secretariado Internacional del CIT describió como una dilución del Programa Socialista de su sección irlandesa y la tendencia de sus líderes a ver "todas las luchas a través del prisma del movimiento de mujeres, en lugar de ver cómo se interconecta". con otras luchas".
En agosto de 2019, el momento de la división inicial, la sección irlandesa del CIT (Partido Socialista (Irlanda)) era una de las pocas secciones del CIT que había tenido éxito en la política electoral. Tuvo 3 diputados electos de la Dáil Éireann. La elección de febrero de 2020 vio la pérdida de uno de esos escaños. Otro diputado (Paul Murphy) de la sección irlandesa del CIT abandonó el Partido Socialista durante el curso de la disputa.
En 2019, el CIT se dividió. El organismo principal del CIT es el Congreso Mundial, que elige un Comité Ejecutivo Internacional (CEI) para gobernar entre congresos. Por su parte, el CEI elige Secretaría Internacional (SI) que es responsable del trabajo diario del CIT.
En noviembre de 2018, La mayoría del SI fundó una facción llamada “En defensa de un CIT de clase trabajadora y trotskista” (IDWCTCWI) en una reunión del CEI, en oposición a la mayoría del CEI. Esta facción criticó a varias secciones nacionales del CIT, A pesar de que la mayoría del CEI no estuvo de acuerdo con las críticas de la facción y discrepó sobre los métodos utilizados por los miembros de la facción para llevar a cabo el debate, que incluía hablar de expulsar a una de las secciones que criticaba la facción.
La mayoría de las secciones española, venezolana, mexicana y portuguesa, las tres primeras de las cuales se habían unido al CIT en 2017 después de dejar la Corriente Marxista Internacional, inicialmente apoyaron a la IDWCTCWI, pero, en abril de 2019, se separaron de ellos y luego abandonaron el CIT por completo, para formar su propia organización internacional: la "Izquierda Revolucionaria Internacional".
En España, una minoría que apoyó a la Mayoría del CIT se reconstituyó como Socialismo Revolucionario, que ha sido la sección del CIT en España antes de su fusión en 2017 con Izquierda Revolucionaria. Una minoría en México y Portugal también permaneció en el CIT y apoyó a la Mayoría del CIT.
El liderazgo de la facción se concentró en el Partido Socialista (Inglaterra y Gales), que era la sección más grande del CIT, ya que varios miembros sirvieron tanto en el organismo principal de la sección de Inglaterra y Gales como en la SI, incluido Peter Taaffé, su secretario general.
El CEI delineó un proceso de discusión y debate para evitar una división, que condujo a un Congreso Mundial en enero de 2020, el máximo órgano de toma de decisiones del CIT. La facción liderada por Taaffe estuvo inicialmente de acuerdo, luego retiró su participación en el comité encargado de organizar el debate y declaró que no participaría en el CEI ni en el Congreso Mundial.
Una Conferencia Especial del Partido Socialista de Inglaterra y Gales votó por un margen de 173 a 35 para apoyar a la facción liderada por Taaffe y patrocinar una Conferencia Internacional organizada por la facción liderada por Peter Taaffe. Esta conferencia se llevó a cabo en julio de 2019, abierta solo a miembros del CIT que apoyaron a la facción liderada por Peter Taaffe.
Por otro lado, la mayoría del CIT continuó operando y celebró una reunión del CEI en agosto de 2019, y declaró que "organizarán provisionalmente la organización internacional renovada con el nombre "CIT - Mayoría"".
En septiembre de 2019, una facción minoritaria de la sección sudafricana, el Workers and Socialist Party (WASP), abandonó el WASP y formó el Marxist Workers Party en apoyo a la facción liderada por Taaffe. Por otro lado, el resto del WASP se declaró a favor de la mayoría del CIT. El mismo mes, la mayoría de la sección alemana votó por un margen de 2 a 1 para apoyar a la mayoría del CIT. La facción minoritaria formó una nueva organización: Sozialistische Organisation Solidarität - (Sol), apoyando la facción liderada por Taaffe.
En junio de 2020, un grupo de miembros del DSM (la sección del CIT en Nigeria) anunció que dejaban el CIT para formar el Movement for a Socialist Alternative, afiliado a la ISA.
La Mayoría CIT/ISA reclama presencia en 32 países. El CIT Refundado afirma tener secciones en 11 países.
El 1 de febrero de 2020, se celebró el Congreso Mundial de la mayoría formada dentro del CIT, que inició el proceso de creación de una nueva internacional: Alternativa Socialista Internacional.
ASI ha publicado sus perspectivas sobre la división. El CIT también ha publicado los principales documentos del debate que condujo a la escisión.

## Escisiones Posteriores
En marzo de 2021, la mayoría de International Socialist Forward, la antigua rama taiwanesa de la sección China-Hong Kong-Taiwán, declaró públicamente una escisión de la sección China-Hong Kong-Taiwán y de la ISA. Las razones citadas incluyeron un desacuerdo en el enfoque del uso de los medios en línea y un giro hacia el nacionalismo taiwanés por parte de International Socialist Forward.
En marzo de 2021, Socialist Action (Australia) se separó después de la oposición de ASI al trato que le dieron a una víctima en un caso de agresión sexual.
El 24 de junio de 2021, Xekinima (Organización Internacionalista Socialista), la sección griega, junto con las secciones de Chipre y Turquía, declararon su desafiliación de la ISA. Las razones incluyeron un desacuerdo sobre:
1. la tesis de la dirección de la ISA de que habría un proceso de superación del neoliberalismo y un retorno al keynesianismo;
2. la adopción de un código de conducta sobre el acoso sexual por parte de ASI, por su abordaje sobre la cuestión del consentimiento y de la “prueba de culpabilidad";
3. la cuestión de la “lucha contra el federalismo";
4. el "comportamiento agresivo de la mayoría contra la minoría".[18][19]

El mismo día, la mayoría de Socialismo Revolucionario de la sección española, citando el supuesto manejo autocrático de la sección, anunció su decisión de romper con la ISA.

## Secciones nacionales
| Sección                    | Nombre                                                               | Sitio                                                              |
| -------------------------- | -------------------------------------------------------------------- | ------------------------------------------------------------------ |
| Alemania                   | Sozialistische Alternative                                           | Sozialismus - Facebook - Youtube                                   |
| Argentina                  | Alternativa Socialista Internacional                                 | Facebook - Instagram                                               |
| Australia                  | ISA Australia                                                        | Facebook - Instagram                                               |
| Austria                    | Sozialistische Linkspartei                                           | SLP - Facebook - Instagram - Youtube                               |
| Bélgica                    | Linkse Socialistische Partij / Parti Socialiste de Lutte             | LSP - PSL - Facebook - Youtube                                     |
| Brasil                     | Liberdade, Socialismo e Revolução                                    | LSR - Facebook - Instagram - Youtube                               |
| Canadá                     | Socialist Alternative                                                | Socialist Alternative - Facebook                                   |
| Chile                      | Alternativa Socialista Internacional                                 | Facebook                                                           |
| China                      | China Worker                                                         | China Worker - Facebook - Instagram                                |
| Costa de Marfil            | Militant Côte d'Ivoire                                               | Facebook                                                           |
| Escocia                    | Socialist Alternative                                                | Facebook                                                           |
| España                     | Alternativa Socialista                                               | Socialist Alternative - Facebook - Instagram - Youtube             |
| Estados Unidos             | Socialist Alternative                                                | - Socialist Alternative - Facebook - Instagram - Youtube - Tik Tok |
| Hong Kong                  | Socialist Action                                                     | Socialist Action - Facebook - Instagram - Youtube                  |
| Indonesia                  | Socialis Action                                                      | Socialis Action                                                    |
| Irlanda                    | Partido Socialista (Irlanda)                                         | Socialist Party - Facebook - Youtube                               |
| Irlanda del Norte          | Partido Socialista                                                   | Socialist Party - Facebook - Instagram - Youtube                   |
| Israel/Estado de Palestina | Socialist Struggle                                                   | socialism - Facebook - - Instagram - Youtube - Tik Tok             |
| Italia                     | Lotta per Il Socialismo                                              | Lotta per Il Socialismo - Instagram                                |
| México                     | Alternativa Socialista                                               | Alternativa Socialista - Facebook - Instagram - Youtube            |
| Nigeria                    | Movement for a Socialist Alternative                                 | Movement for a Socialist Alternative - Facebook                    |
| Noruega                    | ISA Norge                                                            | Facebook                                                           |
| Países Bajos               | Socialistisch Alternatief                                            | Socialistisch Alternatief - Facebook - Youtube                     |
| Polonia                    | Alternatywa Socjalistyczna                                           | Alternatywa Socjalistyczna - Facebook - Instagram - Youtube        |
| Quebec                     | Alternative Socialiste                                               | Alternative Socialiste - Facebook - Instagram - Youtube            |
| Reino Unido                | Socialist Alternative                                                | Socialist Alternative - Instagram - Youtube - Tik Tok              |
| República Checa            | Socialistická Alternativa Budoucnost (Futuro Alternativo Socialista) | Socialistická Alternativa Budoucnost - Facebook - Youtube          |
| Rumania                    | Susținătorii ISA în România                                          | Facebook - Instagram                                               |
| Rusia                      | Socialistheskaya Alternativa                                         | Socialistheskaya Alternativa - Facebook - Instagram - Youtube      |
| Sudáfrica                  | Workers and Socialist Party (WASP)                                   | WASP - Facebook - Instagram - Youtube                              |
| Suecia                     | Socialistiskt Alternativ                                             | Socialistiskt Alternativ - Youtube                                 |
| Taiwán                     | Guójì Shèhuì Zhǔyì Dóilù Taiwán (Camino Socialista Internacional)    | Facebook - Instagram                                               |
| Túnez                      | al-Badil al-Ishtiraki (la alternativa socialista)                    | Alternative Socialiste Internacionale - Facebook                   |